# Jesper Dahlbäck
Jesper Erik Mathias Dahlbäck, född 14 oktober 1974 i Sköldinge församling, Södermanlands län, är en house/techno-producent. Dahlbäck var med och drev houseskivbolaget Svek under 1990-talet med stor framgång, bland annat med grammisnominering.

## Biografi
Dahlbäck har också tillsammans med Adam Beyer, Joel Mull med flera svenska technokändisar, under 1990-talet, sålt skivor på tidigare stockholmsbaserade labeln och skivaffären Planet Rhythm. Många släpp i Jesper Dahlbäcks olika alter egon utgavs även på Planet Rhythm. Intresset hos Dahlbäck vid den tiden verkade mest vara techno av olika hårdhet.
Jesper Dahlbäck är son till komikern och musikern Bernt Dahlbäck och Agneta Ferséus. Han är kusin till housemusikern John Dahlbäck.

## Utmärkelser
- 2004 - P3 Guld för årets dans, för sin sammanlagda produktion.[7]